# Antonio Albanese
Antonio Albanese (Olginate, 10 ottobre 1964) è un attore, comico, cabarettista, sceneggiatore, regista e scrittore italiano.

## Biografia

### I primi anni
Nasce a Olginate, allora appartenente alla provincia di Como (oggi a quella di Lecco), terzo e ultimo figlio (dopo Anna ed Ignazio) di genitori entrambi originari di Petralia Soprana (PA), Umberto Albanese, muratore, e Maria Assunta Cerami.
Inizia la sua carriera nelle radio private locali all'inizio degli anni ottanta, su Onda Radio Olginate e Radio Cristal di Lecco, in cui conduce un programma intitolato Magic Moment dedicato alla musica rock. Si iscrive alla Scuola d'arte drammatica Paolo Grassi di Milano, nella quale consegue il diploma nel 1991. Poco dopo, però, capisce che la sua vera passione è la comicità: si esibisce nel piccolo teatro dello Zelig a Milano e sul palcoscenico della "Zanzara d'oro" a Bologna nel 1990, ottenendo molti consensi grazie a simpatici monologhi con personaggi da lui inventati.
Partecipa a Il TG delle vacanze su Canale 5 come inviato dalla montagna. Dopo questo esordio come attore di cabaret, partecipa al Maurizio Costanzo Show. In seguito è ospite fisso del varietà condotto da Paolo Rossi Su la testa! (datato 1992), con i personaggi Alex Drastico ed Epifanio.

### Mai dire Gol
La vera esplosione comica di Antonio Albanese avviene con la trasmissione Mai dire Gol, condotta dalla Gialappa's Band: in essa presenta e mette a punto una serie di personaggi (il gentile Epifanio, l'aggressivo Alex Drastico, il telecronista-ballerino Frengo e Pier Piero, il giardiniere di Berlusconi gay e interista) divenuti famosi, i cui monologhi vengono successivamente riproposti nel volume Patapim e Patapam (1994).

Teo Teocoli e Albanese, rispettivamente nei panni di Peo Pericoli ed Epifanio, a Mai dire Gol (1994)

Abbandonata la storica e divertente trasmissione di Italia Uno, negli anni successivi si alternò tra cinema e teatro, con lunghe trasferte per l'Italia, per poi tornare a Bologna, la città dove ha vissuto con moglie e figlia. Ora vive a Milano.
Tra il 2004 e il 2005 rientrò in due progetti simili a Mai dire Gol: Mai dire Domenica e Mai dire Lunedì, ideati ancora una volta dalla Gialappa's Band ma condotti dal Mago Forest. Qui Antonio Albanese interpreta quattro personaggi: Pier Peter (che si scopre poi essere il cugino di Pier Piero), strampalato economista innamorato del calciatore del Milan Gennaro Gattuso, il filosofo Mino Martinelli, cocainomane presuntuoso, Cetto La Qualunque, politico calabrese corrotto e depravato, e Alain Tonné, cuoco stravagante.

### Altri programmi televisivi
Altri programmi televisivi in cui Albanese è stato protagonista sono Comici nel 2000 e Non c'è problema (anche conduttore, trasmesso nel 2003 da Rai 3).
Ha fatto parte del cast del programma Che tempo che fa, condotto da Fabio Fazio su Rai 3, interpretando il personaggio del politico corrotto Cetto La Qualunque e quello del Ministro della Paura, e del cast de Il caso Scafroglia. Nella puntata dell'8 dicembre 2007 ha riproposto l'imitazione del personaggio di nome Ivo Perego, industriale lombardo con un figlio che ama la moda. Lo stesso personaggio è apparso poi successivamente più volte nella trasmissione.

### Il cinema
Attivo anche nel cinema, Albanese esordisce nel 1997 con Uomo d'acqua dolce, diretto e interpretato da lui stesso. Nello stesso anno, Albanese continua con il cinema con Vesna va veloce per la regia di Carlo Mazzacurati. Diviene in seguito anche regista, con la collaborazione dello sceneggiatore Vincenzo Cerami. Nel 1999 scrive e partecipa al film La fame e la sete.
Inizialmente, i film di Albanese sono un campo nel quale dar vita a gag esilaranti delle quali i suoi personaggi sono i protagonisti; in seguito realizza un cinema più d'autore, senza ignorare le caratteristiche della sua comicità. Nel 2000 gira con Fabrizio Bentivoglio La lingua del santo di Carlo Mazzacurati. La consacrazione avviene nel 2005, quando Pupi Avati gli affida il ruolo da protagonista ne La seconda notte di nozze, in cui recita a fianco di Katia Ricciarelli.
Nel 2007 interpreta un uomo di Genova che perde il lavoro e si trova in una condizione difficile con la moglie, interpretata da Margherita Buy, nel film di Silvio Soldini Giorni e nuvole. Nel 2009 ha un ruolo di co-protagonista con Kim Rossi Stuart nel film di Francesca Archibugi Questione di cuore, e come con Soldini il registro della recitazione di Albanese assume toni fortemente drammatici. Il 21 gennaio 2011 esce nelle sale il suo film Qualunquemente, uno dei maggiori successi dell'anno al botteghino, seguito l'anno successivo dal sequel Tutto tutto niente niente.
Nel 2013 L'intrepido, regia di Gianni Amelio. Il film racconta la storia di Antonio Pane che fa un lavoro strano: è il 'rimpiazzo', cioè sostituisce persone assenti dal proprio posto in ogni tipo di attività. Nel 2014 fa un cameo nel film La sedia della felicità, diretto da Carlo Mazzacurati. Nel 2016 recita accanto a Carlo Verdone nel film L'abbiamo fatta grossa. Nel 2017 è protagonista del film Mamma o papà?, recitando accanto a Paola Cortellesi.
A fine 2017 torna in coppia con Paola Cortellesi nel film Come un gatto in tangenziale, che si rivela un grande successo al botteghino. Nel 2018, 16 anni dopo la sua ultima regia, torna dietro la macchina da presa per dirigere il film Contromano. Il 21 novembre 2019 è stato distribuito nelle sale il suo nuovo film, Cetto c'è, senzadubbiamente, che chiude la trilogia del personaggio di Cetto La Qualunque da lui interpretato.

### Il teatro
Per quanto concerne il teatro, oltre all'esperienza allo Zelig di Milano, Albanese ha recitato nei seguenti spettacoli: Misty e Uomo (1992); Salone Meraviglia (marzo 1994, con Stefano Bicocchi in arte Vito); Giù al Nord (1997); Concerto apocalittico per Grilli, Margherite, Blatta e Orchestra (1999); Psicoparty nel 2005.
Nel 2009 ha ricoperto il ruolo di regista nell'opera Le convenienze ed inconvenienze teatrali di Gaetano Donizetti presso il Teatro alla Scala di Milano (Accademia del Teatro alla Scala); Personaggi (2011). Nel 2013, il 13 dicembre, cura la regia del Don Pasquale sempre di Donizetti al Teatro Filarmonico di Verona, opera inaugurale della stagione; lo spettacolo viene ripreso a Cagliari e Bari nel 2021.

Torna alla regia d'opera nel 2023 mettendo in scena Gloria di Cilea al Teatro Lirico di Cagliari e Rigoletto di Verdi al 100° Arena Opera Festival.

## Personaggi

### Ing. Ivo Perego
Il personaggio si ispira allo stereotipo dell'industriale della Brianza dedito solo al lavoro. È sposato ma non vede sua moglie dal tempo dell'unica sua vacanza, fatta a Sharm el-Sheikh, in una notte in cui concepì suo figlio Manuel che da grande diventerà un tossicodipendente. Ha un capannone enorme (12 × 4 m) di Eternit, in cui produce proprio Eternit. La sua segretaria si chiama Mulan ed è di origine orientale.
A differenza del personaggio apparso negli sketch, nel film La fame e la sete viene rivelato che è originario della Sicilia, che il suo vero nome è Salvatore e che Pacifico e Alex Drastico sono suoi fratelli gemelli; inoltre possiede non uno stabilimento in cui si produce Eternit ma un catenificio. Ammette anche di non avere figli perché comportano troppe spese.

### Epifanio Gilardi
Personaggio timido e gentile, sempre vestito con cappotto e sciarpa. Indossa spessi occhiali da vista e adora una piantina di valeriana che porta sempre con sé in un vaso, considerandola la sua fidanzata. Nonostante l'apparente ingenuità, Epifanio è in realtà un personaggio dal carattere profondo. È caratterizzato da una mimica facciale e del corpo molto accentuata (ad esempio è solito mandare baci "appoggiandoli" o facendoli volare). Negli spettacoli, per un brevissimo periodo, inizialmente il nome del personaggio fu Tommino: questi era decisamente un personaggio più nevrotico e squilibrato. Il personaggio di Epifanio è apparso la prima volta sul palcoscenico televisivo di Su la testa! mostrando già, rispetto a Tommino, le evoluzioni sul carattere surreale e sulla bontà d'animo. Successivamente è apparso in diversi sketch del programma Mai dire Gol della Gialappa's Band e in vari spettacoli teatrali.

### Agente 2001
Personaggio proposto unicamente durante Mai dire Gol e ispirato a James Bond/007. È un poliziotto in tenuta anti-sommossa incaricato della sicurezza negli stadi. Particolarmente ottuso, destinato a essere spesso picchiato malgrado le sue velleità, denota anche caratteristiche leggermente razziste con una spiccata tendenza ad andare sempre a nord di tutto.

### Cetto La Qualunque

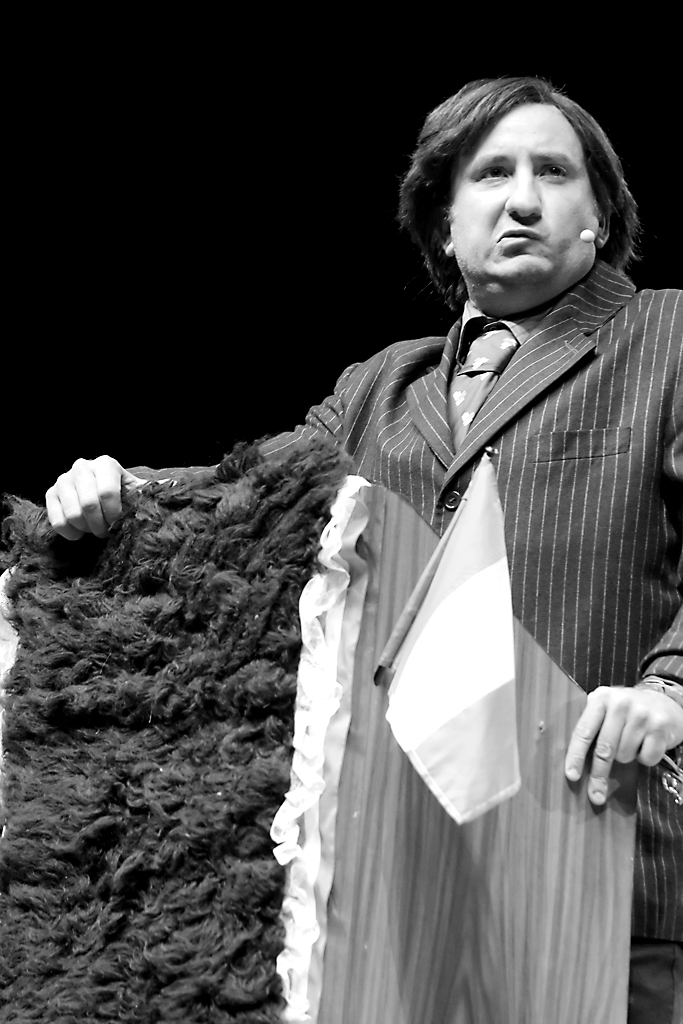
Antonio Albanese nei panni di Cetto La Qualunque nel 2010

Cetto La Qualunque è un imprenditore e politico calabrese corrotto, perverso e depravato, che ha un grande disprezzo verso la natura, la tradizione e le donne, che considera degli oggetti di cui fare uso quando si vuole. Si pone come grande innovatore e nelle sue campagne elettorali promette sempre una grossa abbondanza di pilu (letteralmente pelo - sineddoche dialettale per indicare le donne). Le sue promesse sono mirabolanti e riscuotono sempre scroscianti applausi da parte del pubblico, che in particolare si esalta quando il politico assicura che ci sarà abbondanza di belle donne: il suo slogan elettorale è infatti "Cchiù pilu pe' tutti".
Un suo ricorrente desiderio è quello di vedere tanto cemento armato nel paesaggio calabrese; non a caso, una delle sue particolari promesse è quella di "costruire un pilastro di cemento armato per ogni bambino che nasce". È molto ignorante: un particolare che mette in evidenza questo elemento è la trasformazione in pseudo-avverbi di varie parole ed espressioni aggiungendo a queste il suffisso -mente, ad esempio "comunquemente", "infattamente", "qualunquemente", "senzadubbiamente", "tralaltramente". A questo va ad aggiungersi il ricorrente intercalare "cazzu cazzu", usato per rimarcare e chiudere gran parte delle frasi da lui pronunciate.
È acerrimo nemico di Giovanni De Santis, suo avversario politico per la carica di sindaco dell'immaginario comune di Marina di Sopra, il quale viene spesso offeso durante i suoi comizi (e quando De Santis esprime le sue perplessità sulle idee di La Qualunque, si sente sempre rispondere "fatti i cazzi toi"). Una delle tante sue offese verso il concorrente è: "De Santis, io non ti sputo sennò ti profumo, io non ti piscio che ti lavo, io non ti caco che t'inciprio", e spesso a seguire c'è l'altra sua celebre frase "Ah bastasu, ah caino!", con relativo sputo.
Il personaggio è apparso per la prima volta sugli schermi Rai nel 2003 all'interno di Non c'è problema, ma il grande successo lo ha ottenuto quando Antonio Albanese ha collaborato con la Gialappa's Band nei programmi Mai dire Domenica e Mai dire Lunedì su Italia 1 dove il personaggio, tra le altre cose, più volte fa notare la sua passione per la Reggina. Nel 2007 è ospite fisso del programma Che tempo che fa del sabato condotto da Fabio Fazio.
Proprio nel programma di Fazio appare il nuovo tormentone: parlando di qualcosa o di qualcuno che non sopporta, La Qualunque conclude dicendo: "Francamente, 'ntu culu a (dice il nome dell'interessato)!", oppure alla richiesta di un'ulteriore spiegazione risponde con un secco "Tu fatti i cazzi toi!". Altre sue celebri frasi sono: "Liberté, egalité, 'ntu culu a te!" (che parafrasa il motto Liberté, Égalité, Fraternité della Rivoluzione francese) e "I have no dreams, ma mi piace 'u pilu!" (chiaro riferimento al celebre discorso I Have a Dream di Martin Luther King). Il personaggio è il protagonista dei film Qualunquemente, Tutto tutto niente niente e Cetto c'è, senzadubbiamente.

### Mino Martinelli
Mino Martinelli è un filosofo contemporaneo cocainomane. Si presenta al pubblico sulla poltrona di casa sua; davanti a lui ha un tavolino, sul quale si adagia spesso per sniffare "idee sintetiche", indispensabili per giungere alle sue straordinarie conclusioni filosofiche. Il suo motto ricorrente è "tutto tutto niente niente". Ha una voce molto roca e questa caratteristica da sola induce spesso lo spettatore alla risata. Dopo avere abusato della sostanza, che Mino chiama abitualmente "sintesi filosofica", il suo viso assume un colore viola.

### Pacifico
Pacifico è un professore di latino tranquillo, pacato e di poche parole. Nel film La fame e la sete è il fratello gemello di Alex Drastico ed Ivo Perego. È una persona per cui tutti provano grande stima e simpatia ma che viene continuamente dimenticata, persino dai familiari. Infatti nessuno si ricorda di avvertirlo della morte del padre, ma viene ugualmente accolto con benevolenza nella casa di famiglia.

### Sommelier
In alcune delle sue gag più popolari Antonio Albanese interpreta un sommelier, vestito con grembiule nero e al collo il tastevin, che osserva, fa roteare e annusa un calice di vino. Al termine della lunga degustazione, con appropriato sottofondo musicale, il sommelier pronuncia, con tono da esperto, frasi scontate come è rosso, oppure è vino o, alla fine dell'assaggio, è finito, oppure però fa cagare.

### Pier Piero (Efrem)
Il giardiniere interista gay di Berlusconi, con idee politiche piuttosto ambigue. A differenza delle apparizioni televisive, negli spettacoli teatrali il suo nome è Efrem.

### Pier Peter
Cugino di Pier Piero, è un economista spregiudicato e sostenitore della war economy di George W. Bush. Intimo amico del governatore della Banca d'Italia Antonio Fazio, afferma di essere fidanzato con un calciatore (si scoprirà poi che l'atleta in questione è Gennaro Gattuso). Inizialmente Pier Peter si presentava come un noioso e pedante divulgatore economico dalla retorica astrusa e infarcita di anglicismi; in seguito ha invece completamente cambiato carattere, componendo e interpretando sgrammaticate canzoni d'amore: l'ilarità del personaggio si ricava proprio dal contrasto tra queste due anime antitetiche.

### Frengo

Albanese nei panni di Frengo negli anni '90

Ultrà del Foggia e appassionato della filosofia di Zeman, nel film del 2012 Tutto tutto niente niente ricompare col nome di Frengo Stoppato, assiduo consumatore di cannabis che la madre vorrebbe far beatificare da vivo. I resoconti sportivi di Frengo-e-Stop sulle gare della squadra pugliese assumono contorni surreali che sfociano nell'idealizzazione mistica dell'evento sportivo. Numerose sue frasi rivolte ai suoi interlocutori principali, cioè i tre della Gialappa's, sono entrate nell'immaginario collettivo, tra le altre "Vi siete fumati l'impossibile?", insieme ad alcuni termini inventati di sana pianta ispirati alle voci dialettali del Tavoliere.

### Alex Drastico
Personaggio siciliano altamente fannullone e irritabile (specie nei confronti del ladro del suo motorino, a cui dedica dei veri e propri anatemi), è uno dei tre gemelli assieme a Ivo Perego (che lui odia per la sua noncuranza per la famiglia e per aver cambiato il suo cognome in Perego) e Pacifico (che invece stima per il suo comportamento mite). Con questo personaggio Albanese ha girato il film La fame e la sete. Sostenitore NewAge, orgoglioso del suo nome tra i conterranei, fino ad associarlo ad un nome tipico dell'era contemporanea. Vive di storie mai vissute, con meriti mai ricevuti. Uno dei personaggi più famosi dell'artista.

### Il Ministro della Paura
"Una società senza paura è come una casa senza fondamenta e, seguendo correttamente questo stato d'animo, io aiuto il mondo a mantenere l'ordine..."
Inquietante personaggio comico presentato per la prima volta nello spettacolo teatrale Psicoparty e riproposto in TV dal 4 ottobre 2008 a Che tempo che fa accompagnato dal Sottosegretario all'Angoscia, assume stupefacenti e psicofarmaci.

### Professor Duccio Troller
Un professore vittima delle moderne leggi e degli attuali sistemi dell'istruzione italiana.

### Rodolfo Favaretto
Personaggio apparso nel film Tutto tutto niente niente, è un veneto secessionista e razzista, intento a unire il Veneto all'Austria, che sfrutta gli immigrati clandestini fatti entrare in Italia nei modi più disparati (da esercito a manovalanza).

## Filmografia

### Attore
- Un'anima divisa in due, regia di Silvio Soldini (1993)
- Vesna va veloce, regia di Carlo Mazzacurati (1996)
- Uomo d'acqua dolce, regia di Antonio Albanese (1997)
- Tu ridi, regia di Paolo e Vittorio Taviani (1998)
- La fame e la sete, regia di Antonio Albanese (1999)
- La lingua del santo, regia di Carlo Mazzacurati (2000)
- Il nostro matrimonio è in crisi, regia di Antonio Albanese (2002)
- È già ieri, regia di Giulio Manfredonia (2004)
- La seconda notte di nozze, regia di Pupi Avati (2005)
- Manuale d'amore 2 - Capitoli successivi, regia di Giovanni Veronesi (2007)
- Giorni e nuvole, regia di Silvio Soldini (2007)
- Questione di cuore, regia di Francesca Archibugi (2009)
- Qualunquemente, regia di Giulio Manfredonia (2011)
- To Rome with Love, regia di Woody Allen (2012)
- Tutto tutto niente niente, regia di Giulio Manfredonia (2012)
- L'intrepido, regia di Gianni Amelio (2013)
- La sedia della felicità, regia di Carlo Mazzacurati (2013)
- Dobbiamo parlare, regia di Sergio Rubini (2015) - voce del pesce
- L'abbiamo fatta grossa, regia di Carlo Verdone (2016)
- Mamma o papà?, regia di Riccardo Milani (2017)
- Come un gatto in tangenziale, regia di Riccardo Milani (2017)
- Contromano, regia di Antonio Albanese (2018)
- I topi, regia di Antonio Albanese - serie TV (2018-2020)
- Cetto c'è, senzadubbiamente, regia di Giulio Manfredonia (2019)
- Come un gatto in tangenziale - Ritorno a Coccia di Morto, regia di Riccardo Milani (2021)
- Grazie ragazzi, regia di Riccardo Milani (2023)
- Cento domeniche, regia di Antonio Albanese (2023)
- Un mondo a parte, regia di Riccardo Milani (2024)

### Regista
- Uomo d'acqua dolce (1997)
- La fame e la sete (1999)
- Il nostro matrimonio è in crisi (2002)
- Contromano (2018)
- I topi - serie TV (2018-2020)
- Cento domeniche (2023)

### Sceneggiatore
- Uomo d'acqua dolce (1997)
- La fame e la sete (1999)
- Il nostro matrimonio è in crisi (2002)
- Qualunquemente (2011)
- Tutto tutto niente niente (2012)
- Contromano (2018)
- Cetto c'è, senzadubbiamente (2019)
- Cento domeniche (2023)

### Doppiatore
- La gabbianella e il gatto - Voce del Grande Topo
- La famosa invasione degli orsi in Sicilia - Voce di Gedeone

## Riconoscimenti
- David di Donatello
  - 1997 – Candidatura al miglior attore non protagonista per Vesna va veloce
  - 1999 – Candidatura al miglior attore protagonista per La fame e la sete
  - 2006 – Candidatura al miglior attore protagonista per La seconda notte di nozze
  - 2008 – Candidatura al miglior attore protagonista per Giorni e nuvole
  - 2010 – Candidatura al miglior attore protagonista per Questione di cuore
  - 2011 – Candidatura al miglior attore protagonista per Qualunquemente
  - 2011 – Candidatura per la migliore canzone originale per Qualunquemente
  - 2018 – Candidatura al miglior attore protagonista per Come un gatto in tangenziale
  - 2024 – Candidatura al miglior attore protagonista per Cento domeniche

- Nastri d'argento
  - 2016 – Premio Nino Manfredi per L'abbiamo fatta grossa
  - 2018 – Migliore attore in un film commedia per Come un gatto in tangenziale
  - 2023 – Migliore attore in un film commedia per Grazie ragazzi[16]

- Premio Flaiano
  - 2022 – Miglior interpretazione maschile per Come un gatto in tangenziale - Ritorno a Coccia di Morto

- Ciak d'oro
  - 2018 – Migliore attore protagonista per Come un gatto in tangenziale[17]

- Globo d'oro
  - 2014 – Miglior attore per L'intrepido

- Premio Hystrio
  - 2006 – L'Arlecchino d'oro[18]

- Premio Cinearti La Chioma di Berenice
- 2024 - Migliore attore protagonista per Cento domeniche

## Libri
Albanese trascrive spesso in forma di libro i monologhi più importanti dei suoi spettacoli teatrali.
•(La strada giovane) (2025)
- Patapim e patapam (1994)
- Diario di un anarchico foggiano (1995)
- Giù al Nord (1998)
- Personaggi (2006)

Con altri comici ha scritto anche:
- Dai retta a un cretino (2002) raccolta delle migliori battute effettuate al teatro Zelig.
- Cchiù pilu pe' tutti (2005) scritto con Piero Guerrera, in cui l'attore milanese rispolvera il personaggio del politico calabrese Cetto La Qualunque[5].
- Psicoparty (2007) scritto con Michele Serra
- Lenticchie alla julienne (2017)

### Romanzi
- La strada giovane, Feltrinelli (2025)